# Puchar Świata w łyżwiarstwie szybkim 1995/1996
Puchar Świata w łyżwiarstwie szybkim 1995/1996 był 11. edycją tej imprezy. Cykl rozpoczął się 24 listopada 1995 roku w stolicy Niemiec – Berlinie, a zakończył 3 marca 1996 roku w kanadyjskim Calgary.
Puchar Świata rozgrywano w 10 miastach, w 9 krajach, na 3 kontynentach. 
Wśród kobiet triumfowały: Rosjanka Swietłana Żurowa na 500 m, Amerykanka Chris Witty na 1000 m oraz Niemka Gunda Niemann na 1500 m i w klasyfikacji 3000/5000 m. Wśród mężczyzn zwyciężali: Japończyk Manabu Horii na 500 m, Norweg Ådne Søndrål na 1000 m, kolejny Japończyk Hiroyuki Noake wygrał na 1500 m, a Holender Rintje Ritsma był najlepszy w klasyfikacji 5000/10 000 m.

## Medaliści zawodów

### Kobiety

#### Wyniki
| Data                 | Miejsce                                                           | Konkurencja                                                       | Zwycięzca                                                         | 2. miejsce                                                        | 3. miejsce                                                        |
| -------------------- | ----------------------------------------------------------------- | ----------------------------------------------------------------- | ----------------------------------------------------------------- | ----------------------------------------------------------------- | ----------------------------------------------------------------- |
| 24–26 listopada 1995 | Berlin                                                            | 1500 m (24 listopada)                                             | Gunda Niemann                                                     | Mie Uehara                                                        | Annamarie Thomas                                                  |
| 24–26 listopada 1995 | Berlin                                                            | 500 m (25 listopada)                                              | Swietłana Żurowa                                                  | Catriona Le May                                                   | Franziska Schenk                                                  |
| 24–26 listopada 1995 | Berlin                                                            | 1000 m (25 listopada)                                             | Chris Witty                                                       | Franziska Schenk                                                  | Shiho Kusunose                                                    |
| 24–26 listopada 1995 | Berlin                                                            | 3000 m (26 listopada)                                             | Gunda Niemann                                                     | Claudia Pechstein                                                 | Mie Uehara                                                        |
| 2-3 grudnia 1995     | Heerenveen                                                        | 500 m (2 grudnia)                                                 | Swietłana Żurowa                                                  | Catriona Le May                                                   | Kyōko Shimazaki                                                   |
| 2-3 grudnia 1995     | Heerenveen                                                        | 1000 m (2 grudnia)                                                | Chris Witty                                                       | Sandra Zwolle                                                     | Becky Sundstrom                                                   |
| 2-3 grudnia 1995     | Heerenveen                                                        | 3000 m (2 grudnia)                                                | Gunda Niemann                                                     | Claudia Pechstein                                                 | Mie Uehara                                                        |
| 2-3 grudnia 1995     | Heerenveen                                                        | 500 m (3 grudnia)                                                 | Swietłana Żurowa                                                  | Catriona Le May                                                   | Kyōko Shimazaki                                                   |
| 2-3 grudnia 1995     | Heerenveen                                                        | 1500 m (3 grudnia)                                                | Gunda Niemann                                                     | Swietłana Bażanowa                                                | Claudia Pechstein                                                 |
| 9–10 grudnia 1995    | Oslo                                                              | 3000 m (9 grudnia)                                                | Claudia Pechstein                                                 | Mie Uehara                                                        | Carla Zijlstra                                                    |
| 9–10 grudnia 1995    | Oslo                                                              | 1500 m (10 grudnia)                                               | Sandra Zwolle                                                     | Mie Uehara                                                        | Claudia Pechstein                                                 |
| 6-7 stycznia 1996    | Medeo                                                             | 500 m (6 stycznia)                                                | Swietłana Żurowa                                                  | Susan Auch                                                        | Edel Therese Høiseth                                              |
| 6-7 stycznia 1996    | Medeo                                                             | 1000 m (6 stycznia)                                               | Oksana Rawiłowa                                                   | Edel Therese Høiseth                                              | Sandra Zwolle                                                     |
| 6-7 stycznia 1996    | Medeo                                                             | 500 m (7 stycznia)                                                | Swietłana Żurowa                                                  | Catriona Le May                                                   | Oksana Rawiłowa                                                   |
| 6-7 stycznia 1996    | Medeo                                                             | 1000 m (7 stycznia)                                               | Oksana Rawiłowa                                                   | Edel Therese Høiseth                                              | Christine Aaftink                                                 |
| 12 stycznia 1996     | Davos                                                             | (12 stycznia)                                                     | Zawody odwołane                                                   | Zawody odwołane                                                   | Zawody odwołane                                                   |
| 19–21 stycznia 1996  | 93. mistrzostwa Europy w wieloboju 1996 – Heerenveen              | 93. mistrzostwa Europy w wieloboju 1996 – Heerenveen              | 93. mistrzostwa Europy w wieloboju 1996 – Heerenveen              | 93. mistrzostwa Europy w wieloboju 1996 – Heerenveen              | 93. mistrzostwa Europy w wieloboju 1996 – Heerenveen              |
| 27–28 stycznia 1996  | Baselga di Pinè                                                   | 1500 m (27 stycznia)                                              | Gunda Niemann                                                     | Mie Uehara                                                        | Barbara de Loor                                                   |
| 27–28 stycznia 1996  | Baselga di Pinè                                                   | 3000 m (28 stycznia)                                              | Gunda Niemann                                                     | Swietłana Bażanowa                                                | Elena Belci-Dal Farra                                             |
| 2-4 lutego 1996      | 90. mistrzostwa świata w wieloboju 1996 – Inzell                  | 90. mistrzostwa świata w wieloboju 1996 – Inzell                  | 90. mistrzostwa świata w wieloboju 1996 – Inzell                  | 90. mistrzostwa świata w wieloboju 1996 – Inzell                  | 90. mistrzostwa świata w wieloboju 1996 – Inzell                  |
| 10–11 lutego 1996    | Innsbruck                                                         | 500 m (10 lutego)                                                 | Swietłana Żurowa                                                  | Tomomi Okazaki                                                    | Edel Therese Høiseth                                              |
| 10–11 lutego 1996    | Innsbruck                                                         | 1000 m (10 lutego)                                                | Chris Witty                                                       | Sabine Völker                                                     | Eriko Sanmiya                                                     |
| 10–11 lutego 1996    | Innsbruck                                                         | 500 m (11 lutego)                                                 | Swietłana Żurowa                                                  | Catriona Le May                                                   | Tomomi Okazaki                                                    |
| 10–11 lutego 1996    | Innsbruck                                                         | 1000 m (11 lutego)                                                | Chris Witty                                                       | Sabine Völker                                                     | Sandra Zwolle                                                     |
| 17–18 lutego 1996    | 27. Mistrzostwa świata w wieloboju sprinterskim 1996 – Heerenveen | 27. Mistrzostwa świata w wieloboju sprinterskim 1996 – Heerenveen | 27. Mistrzostwa świata w wieloboju sprinterskim 1996 – Heerenveen | 27. Mistrzostwa świata w wieloboju sprinterskim 1996 – Heerenveen | 27. Mistrzostwa świata w wieloboju sprinterskim 1996 – Heerenveen |
| 23–24 lutego 1996    | Roseville                                                         | 500 m (23 lutego)                                                 | Tomomi Okazaki                                                    | Swietłana Żurowa                                                  | Edel Therese Høiseth                                              |
| 23–24 lutego 1996    | Roseville                                                         | 1000 m (23 lutego)                                                | Edel Therese Høiseth                                              | Chris Witty                                                       | Franziska Schenk                                                  |
| 23–24 lutego 1996    | Roseville                                                         | 500 m (24 lutego)                                                 | Tomomi Okazaki                                                    | Oksana Rawiłowa                                                   | Susan Auch                                                        |
| 23–24 lutego 1996    | Roseville                                                         | 1000 m (24 lutego)                                                | Franziska Schenk                                                  | Edel Therese Høiseth                                              | Shiho Kusunose                                                    |
| 24–25 lutego 1996    | Milwaukee                                                         | 3000 m (24 lutego)                                                | Gunda Niemann                                                     | Mie Uehara                                                        | Claudia Pechstein                                                 |
| 24–25 lutego 1996    | Milwaukee                                                         | 1500 m (25 lutego)                                                | Mie Shimizu                                                       | Gunda Niemann                                                     | Annamarie Thomas                                                  |
| 1-3 marca 1996       | Calgary                                                           | 500 m (1 marca)                                                   | Swietłana Żurowa                                                  | Tomomi Okazaki                                                    | Kyōko Shimazaki                                                   |
| 1-3 marca 1996       | Calgary                                                           | 1500 m (1 marca)                                                  | Annamarie Thomas                                                  | Mie Uehara                                                        | Gunda Niemann                                                     |
| 1-3 marca 1996       | Calgary                                                           | 500 m (2 marca)                                                   | Tomomi Okazaki                                                    | Swietłana Żurowa                                                  | Susan Auch                                                        |
| 1-3 marca 1996       | Calgary                                                           | 1000 m (2 marca)                                                  | Chris Witty                                                       | Oksana Rawiłowa                                                   | Shiho Kusunose                                                    |
| 1-3 marca 1996       | Calgary                                                           | 3000 m (2 marca)                                                  | Claudia Pechstein                                                 | Gunda Niemann                                                     | Mie Uehara                                                        |
| 1-3 marca 1996       | Calgary                                                           | 1000 m (3 marca)                                                  | Shiho Kusunose Tomomi Okazaki                                     |                                                                   | Sandra Zwolle                                                     |
| 1-3 marca 1996       | Calgary                                                           | 5000 m (3 marca)                                                  | Mie Uehara                                                        | Carla Zijlstra                                                    | Elena Belci-Dal Farra                                             |
| 15–17 marca 1996     | 1. mistrzostwa świata na dystansach 1996 – Hamar                  | 1. mistrzostwa świata na dystansach 1996 – Hamar                  | 1. mistrzostwa świata na dystansach 1996 – Hamar                  | 1. mistrzostwa świata na dystansach 1996 – Hamar                  | 1. mistrzostwa świata na dystansach 1996 – Hamar                  |

#### Klasyfikacje
| Lp. | Zawodnik             | Punkty |
| --- | -------------------- | ------ |
| 1.  | Swietłana Żurowa     | 360    |
| 2.  | Tomomi Okazaki       | 281    |
| 3.  | Catriona Le May      | 268    |
| 4.  | Susan Auch           | 240    |
| 5.  | Edel Therese Høiseth | 230    |
| 6.  | Kyōko Shimazaki      | 169    |
| 7.  | Franziska Schenk     | 154    |
| 8.  | Oksana Rawiłowa      | 151    |
| 9.  | Sabine Völker        | 116    |
| 10. | Chris Witty          | 91     |

| Lp. | Zawodnik             | Punkty |
| --- | -------------------- | ------ |
| 1.  | Chris Witty          | 264    |
| 2.  | Edel Therese Høiseth | 228    |
| 3.  | Shiho Kusunose       | 202    |
| 4.  | Franziska Schenk     | 192    |
| 5.  | Sandra Zwolle        | 190    |
| 6.  | Oksana Rawiłowa      | 188    |
| 7.  | Christine Aaftink    | 137    |
| 8.  | Sabine Völker        | 126    |
| 9.  | Eriko Sanmiya        | 124    |
| 10. | Tomomi Okazaki       | 116    |

| Lp. | Zawodnik           | Punkty |
| --- | ------------------ | ------ |
| 1.  | Gunda Niemann      | 155    |
| 2.  | Mie Uehara         | 140    |
| 3.  | Annamarie Thomas   | 125    |
| 4.  | Claudia Pechstein  | 103    |
| 5.  | Mie Shimizu        | 96     |
| 6.  | Sandra Zwolle      | 86     |
| 7.  | Chiharu Nozaki     | 85     |
| 8.  | Swietłana Bażanowa | 79     |
| 9.  | Tonny de Jong      | 66     |
| 10. | Maki Tabata        | 62     |

| Lp. | Zawodnik              | Punkty |
| --- | --------------------- | ------ |
| 1.  | Gunda Niemann         | 195    |
| 2.  | Claudia Pechstein     | 180    |
| 3.  | Mie Uehara            | 170    |
| 4.  | Elena Belci-Dal Farra | 130    |
| 5.  | Carla Zijlstra        | 128    |
| 6.  | Swietłana Bażanowa    | 109    |
| 7.  | Tonny de Jong         | 88     |
| 8.  | Heike Warnicke        | 73     |
| 9.  | Annamarie Thomas      | 73     |
| 10. | Ludmiła Prokaszowa    | 65     |

### Mężczyźni

#### Wyniki
| Data                 | Miejsce                                                           | Konkurencja                                                       | Zwycięzca                                                         | 2. miejsce                                                        | 3. miejsce                                                        |
| -------------------- | ----------------------------------------------------------------- | ----------------------------------------------------------------- | ----------------------------------------------------------------- | ----------------------------------------------------------------- | ----------------------------------------------------------------- |
| 24–26 listopada 1995 | Berlin                                                            | 1500 m (24 listopada)                                             | Martin Hersman                                                    | Ådne Søndrål                                                      | Hiroyuki Noake                                                    |
| 24–26 listopada 1995 | Berlin                                                            | 5000 m (26 listopada)                                             | Rintje Ritsma                                                     | Gianni Romme                                                      | Keiji Shirahata                                                   |
| 2-3 grudnia 1995     | Heerenveen                                                        | 500 m (2 grudnia)                                                 | Manabu Horii                                                      | Siergiej Klewczenia                                               | Jun’ichi Inoue                                                    |
| 2-3 grudnia 1995     | Heerenveen                                                        | 1500 m (2 grudnia)                                                | Keiji Shirahata                                                   | Martin Hersman                                                    | Ids Postma                                                        |
| 2-3 grudnia 1995     | Heerenveen                                                        | 500 m (3 grudnia)                                                 | Manabu Horii                                                      | Siergiej Klewczenia                                               | Jun’ichi Inoue                                                    |
| 2-3 grudnia 1995     | Heerenveen                                                        | 1000 m (3 grudnia)                                                | Ådne Søndrål                                                      | Manabu Horii                                                      | Yukinori Miyabe                                                   |
| 2-3 grudnia 1995     | Heerenveen                                                        | 5000 m (3 grudnia)                                                | Keiji Shirahata                                                   | Gianni Romme                                                      | Toshihiko Itokawa                                                 |
| 9–10 grudnia 1995    | Oslo                                                              | 500 m (9 grudnia)                                                 | Yasunori Miyabe                                                   | Siergiej Klewczenia                                               | Roger Strøm                                                       |
| 9–10 grudnia 1995    | Oslo                                                              | 1500 m (9 grudnia)                                                | Neal Marshall                                                     | Tōru Aoyanagi                                                     | Andriej Anufrijenko                                               |
| 9–10 grudnia 1995    | Oslo                                                              | 500 m (10 grudnia)                                                | Grunde Njøs                                                       | Yasunori Miyabe                                                   | Jun’ichi Inoue                                                    |
| 9–10 grudnia 1995    | Oslo                                                              | 1000 m (10 grudnia)                                               | Casey Fitzrandolph                                                | Ådne Søndrål                                                      | Manabu Horii                                                      |
| 9–10 grudnia 1995    | Oslo                                                              | 5000 m (10 grudnia)                                               | Bart Veldkamp                                                     | Rintje Ritsma                                                     | Gianni Romme                                                      |
| 6-7 stycznia 1996    | Medeo                                                             | 500 m (6 stycznia)                                                | Manabu Horii                                                      | Yasunori Miyabe                                                   | Kim Yun-man                                                       |
| 6-7 stycznia 1996    | Medeo                                                             | 1000 m (6 stycznia)                                               | Toshiyuki Kuroiwa                                                 | Yasunori Miyabe                                                   | Wadim Szakszakbajew                                               |
| 6-7 stycznia 1996    | Medeo                                                             | 500 m (7 stycznia)                                                | Yasunori Miyabe Manabu Horii                                      |                                                                   | Jun’ichi Inoue                                                    |
| 6-7 stycznia 1996    | Medeo                                                             | 1000 m (7 stycznia)                                               | Yasunori Miyabe                                                   | Gerard van Velde                                                  | Roland Brunner                                                    |
| 12 stycznia 1996     | Davos                                                             | (12 stycznia)                                                     | Zawody odwołane                                                   | Zawody odwołane                                                   | Zawody odwołane                                                   |
| 19–21 stycznia 1996  | 93. mistrzostwa Europy w wieloboju 1996 – Heerenveen              | 93. mistrzostwa Europy w wieloboju 1996 – Heerenveen              | 93. mistrzostwa Europy w wieloboju 1996 – Heerenveen              | 93. mistrzostwa Europy w wieloboju 1996 – Heerenveen              | 93. mistrzostwa Europy w wieloboju 1996 – Heerenveen              |
| 27–28 stycznia 1996  | Baselga di Pinè                                                   | 1500 m (27 stycznia)                                              | Hiroyuki Noake                                                    | Neal Marshall                                                     | KC Boutiette                                                      |
| 27–28 stycznia 1996  | Baselga di Pinè                                                   | 5000 m (28 stycznia)                                              | Gianni Romme                                                      | Tōru Aoyanagi                                                     | Rintje Ritsma                                                     |
| 2-4 lutego 1996      | 90. mistrzostwa świata w wieloboju 1996 – Inzell                  | 90. mistrzostwa świata w wieloboju 1996 – Inzell                  | 90. mistrzostwa świata w wieloboju 1996 – Inzell                  | 90. mistrzostwa świata w wieloboju 1996 – Inzell                  | 90. mistrzostwa świata w wieloboju 1996 – Inzell                  |
| 10–11 lutego 1996    | Innsbruck                                                         | 500 m (10 lutego)                                                 | Hiroyasu Shimizu                                                  | Grunde Njøs                                                       | Siergiej Klewczenia Yasunori Miyabe                               |
| 10–11 lutego 1996    | Innsbruck                                                         | 1000 m (10 lutego)                                                | Jun’ichi Inoue                                                    | Ådne Søndrål                                                      | Sylvain Bouchard Gerard van Velde                                 |
| 10–11 lutego 1996    | Innsbruck                                                         | 500 m (11 lutego)                                                 | Manabu Horii                                                      | Siergiej Klewczenia                                               | Jun’ichi Inoue                                                    |
| 10–11 lutego 1996    | Innsbruck                                                         | 1000 m (11 lutego)                                                | Jun’ichi Inoue                                                    | Ådne Søndrål                                                      | Gerard van Velde                                                  |
| 17–18 lutego 1996    | 27. Mistrzostwa świata w wieloboju sprinterskim 1996 – Heerenveen | 27. Mistrzostwa świata w wieloboju sprinterskim 1996 – Heerenveen | 27. Mistrzostwa świata w wieloboju sprinterskim 1996 – Heerenveen | 27. Mistrzostwa świata w wieloboju sprinterskim 1996 – Heerenveen | 27. Mistrzostwa świata w wieloboju sprinterskim 1996 – Heerenveen |
| 23–24 lutego 1996    | Roseville                                                         | 500 m (23 lutego)                                                 | Manabu Horii                                                      | Jun’ichi Inoue                                                    | Siergiej Klewczenia                                               |
| 23–24 lutego 1996    | Roseville                                                         | 1000 m (23 lutego)                                                | Jegal Sung-yeol                                                   | Jun’ichi Inoue                                                    | Ådne Søndrål                                                      |
| 23–24 lutego 1996    | Roseville                                                         | 500 m (24 lutego)                                                 | Jegal Sung-yeol                                                   | Toshiyuki Kuroiwa                                                 | Hiroyasu Shimizu                                                  |
| 23–24 lutego 1996    | Roseville                                                         | 1000 m (24 lutego)                                                | Yukinori Miyabe                                                   | Jun’ichi Inoue                                                    | Roland Brunner Ådne Søndrål                                       |
| 24–25 lutego 1996    | Milwaukee                                                         | 1500 m (24 lutego)                                                | Hiroyuki Noake                                                    | Neal Marshall                                                     | KC Boutiette                                                      |
| 24–25 lutego 1996    | Milwaukee                                                         | 5000 m (25 lutego)                                                | Rintje Ritsma                                                     | Keiji Shirahata                                                   | Gianni Romme                                                      |
| 1-3 marca 1996       | Calgary                                                           | 500 m (1 marca)                                                   | Siergiej Klewczenia                                               | Manabu Horii                                                      | Hiroyasu Shimizu                                                  |
| 1-3 marca 1996       | Calgary                                                           | 1000 m (1 marca)                                                  | Manabu Horii                                                      | Ådne Søndrål                                                      | Yukinori Miyabe                                                   |
| 1-3 marca 1996       | Calgary                                                           | 5000 m (1 marca)                                                  | Rintje Ritsma                                                     | Keiji Shirahata                                                   | Ids Postma                                                        |
| 1-3 marca 1996       | Calgary                                                           | 500 m (2 marca)                                                   | Hiroyasu Shimizu                                                  | Manabu Horii                                                      | Siergiej Klewczenia                                               |
| 1-3 marca 1996       | Calgary                                                           | 1500 m (2 marca)                                                  | Hiroyuki Noake                                                    | Neal Marshall                                                     | Ådne Søndrål                                                      |
| 1-3 marca 1996       | Calgary                                                           | 1000 m (3 marca)                                                  | Manabu Horii                                                      | Jegal Sung-yeol                                                   | Gerard van Velde                                                  |
| 1-3 marca 1996       | Calgary                                                           | 10 000 m (3 marca)                                                | Rintje Ritsma                                                     | Gianni Romme                                                      | Frank Dittrich                                                    |
| 15–17 marca 1996     | 1. mistrzostwa świata na dystansach 1996 – Hamar                  | 1. mistrzostwa świata na dystansach 1996 – Hamar                  | 1. mistrzostwa świata na dystansach 1996 – Hamar                  | 1. mistrzostwa świata na dystansach 1996 – Hamar                  | 1. mistrzostwa świata na dystansach 1996 – Hamar                  |

#### Klasyfikacje
| Lp. | Zawodnik            | Punkty |
| --- | ------------------- | ------ |
| 1.  | Manabu Horii        | 335    |
| 2.  | Siergiej Klewczenia | 284    |
| 3.  | Yasunori Miyabe     | 275    |
| 4.  | Jun’ichi Inoue      | 239    |
| 5.  | Hiroyasu Shimizu    | 237    |
| 6.  | Jegal Sung-yeol     | 184    |
| 7.  | Toshiyuki Kuroiwa   | 155    |
| 8.  | Roger Strøm         | 152    |
| 9.  | Grunde Njøs         | 136    |
| 10. | Wadim Szakszakbajew | 130    |

| Lp. | Zawodnik          | Punkty |
| --- | ----------------- | ------ |
| 1.  | Ådne Søndrål      | 260    |
| 2.  | Jun’ichi Inoue    | 213    |
| 3.  | Gerard van Velde  | 202    |
| 4.  | Manabu Horii      | 193    |
| 5.  | Toshiyuki Kuroiwa | 174    |
| 6.  | Jegal Sung-yeol   | 162    |
| 7.  | Ådne Søndrål      | 158    |
| 8.  | Yasunori Miyabe   | 150    |
| 9.  | Sylvain Bouchard  | 147    |
| 10. | Roland Brunner    | 128    |

| Lp. | Zawodnik            | Punkty |
| --- | ------------------- | ------ |
| 1.  | Hiroyuki Noake      | 150    |
| 2.  | Neal Marshall       | 145    |
| 3.  | Martin Hersman      | 103    |
| 4.  | Andriej Anufrijenko | 95     |
| 5.  | Ådne Søndrål        | 93     |
| 6.  | Keiji Shirahata     | 93     |
| 7.  | KC Boutiette        | 92     |
| 8.  | Rintje Ritsma       | 90     |
| 9.  | Jeroen Straathof    | 84     |
| 10. | Ids Postma          | 78     |

| Lp. | Zawodnik          | Punkty |
| --- | ----------------- | ------ |
| 1.  | Rintje Ritsma     | 195    |
| 2.  | Gianni Romme      | 175    |
| 3.  | Keiji Shirahata   | 165    |
| 4.  | Bart Veldkamp     | 123    |
| 5.  | Frank Dittrich    | 113    |
| 6.  | Ids Postma        | 96     |
| 7.  | Toshihiko Itokawa | 86     |
| 8.  | Martin Hersman    | 85     |
| 9.  | Tōru Aoyanagi     | 81     |
| 10. | KC Boutiette      | 66     |